# Кайл Риз (персонаж)
Кайл Риз (згідно з українським правописом, можна писати й Різ ; англ. Kyle Reese) — це солдат із майбутнього, якого прислав у наш час Джон Коннор, лідер Руху опору людей, щоб захистити Сару Коннор від Термінатора. У нашому часі Риз став батьком Джона Коннора у результаті парадоксу часової петлі (predestination paradox).

## Загальні відомості
Цього персонажа створив сценарист і кінорежисер Джеймз Кемерон; уперше Кайл з'являється у фільмі «Термінатор» (1984) у виконанні 28-річного американського актора Майкла Б'єна, де він зображає молодого солдата-повстанця із майбутнього, із 11 липня 2029 року. Потім Б'єн зіграв коротку роль у наступній частині циклу «Термінатор»: він являється Сарі у видінні і надихає її на боротьбу.
Також Кайла Риза показано у четвертій частині циклу — у фільмі «Термінатор: Спасіння прийде», де молодого Кайла зображає актор Антон Єльчин. Тут Кайла показано підлітком, який захоплюється Джоном Коннором, і котрого Джон Коннор виручає із полону «Скайнет».
Крім цього, Кайл Риз у виконанні 26-річного американського актора Джонатана Джексона є одним із герої телесеріалу «Термінатор: Хроніки Сари Коннор» (у серіалі, крім цього, маленького Кайла зіграв також Скайлер Джизондо [у восьмирічному віці] і невідомий маленький актор [у віці п'яти років]).
Відповідно до сюжету кіноциклу, у майбутньому (із якого прибув Кайл Риз) більшу частину людства було знищено у ядерному вирі Третьої світової війни, яку у свою чергу спричинив персонаж зі штучним інтелектом, відомий як «Скайнет». Комп'ютерна система спровокувала ядерну війну між РФ і Заходом. Кайл Риз народився 2007 року; він був одним з останніх людей, що пережили ядерний голокост людства і перемогли у війні з машинами. Кайл пережив захоплення і вбивство своїх побратимів. Був рабом у одному з концтаборів «Скайнет», де він й інші люди щоденно мусили завантажувати величезну кількість трупів у крематорії «Скайнет». Свободою Риз зобов'язаний Джонові Коннору (батьком якого Риз став згодом, а на цей час він вважає Джона своїм найближчим другом). Після втечі з табору, Риз служив у 132-й дивізії під командуванням генерала Перрі з 2021 по 2027 роки — до переходу у чині сержанта під керівництво безпосередньо Джона Коннора. Сам Джон на цей час зумів об'єднати достатньо людей і ресурсів, щоб перейти у загальний наступ на «Скайнет». Цей останній штурм, у кінцевому підсумку, дав нагоду людям подолати комп'ютерну систему. Рухові опору вдалося зламати оборонну мережу «Скайнет» і увійти до головного комплексу системи. В останні хвилини перед знищенням «Скайнет» використала обладнання переміщення у часі, щоб відправити найстрашнішу свою машину (Термінатора) назад у часі — у четвер, 12 травня 1984 року — щоб убити Сару Коннор. «Скайнет» знає, що якась Сара Коннор із Лос-Анджелеса стане матір'ю Джона Коннора. Тож система хоче знищити свого головного конкурента-переможця ще до його народження — і таким чином перемогти людство у цій війні. Кайл Риз же має зупинити останнього Термінатора — і врятувати Сару, ненародженого Джона і все людство від тотального винищення.
У фільмі «Термінатор» сержант Риз називає свій особистий номер: DN38416. Цей номер Кайл називає двічі: Сарі в машині під час втечі з клубу «Техноніч» («Technoir», звучить «Технуа́р») — і ще поліцейським у відділку після арешту. Як видно з розширеної версії «Термінатор 2: Судний день», Кайл з'являється у картині у незмінному вигляді (у галюцинаціях Сари під час перебування у клініці «Pescadero»; це символізує, що Риз все-таки загинув — бо у коміксі «Термінатор: 2029» вказано, що він примудрився пережити інцидент на фабриці). У галюцинації він каже Сарі, що майбутнє людства не вирішено, і по Джона прибудуть нові термінатори. Тож Сара має бути сильною і за будь-яку ціну має захистити хлопчика.
У другому фільмі автори змінили біографію Кайла. У першій картині циклу Риз каже фразу, із якої випливає, що він народився після початку війни. А у другому фільмі наголошується, що Риз народився до дати Судного дня початкової часової лінії 26 серпня 1997-го року (унаслідок втручання Термінатора у події фільму — очевидно, змістилися події у початковій часовій лінії: Джеймс Камерон дуже уважно ставиться до дрібниць сюжету). За початковим варіантом сценарію фільму «Термінатор 2: Судний день» батько Риза вижив під час подій першого Судного дня; але, зрештою, його «було убито» до подій фільму «Термінатор 2» (це 1995-й рік, до Судного дня ще лишилося 2 роки). Із цього випливає, що Кайл Риз народився до Судного дня 1997-го. У четвертій картині «Термінатор: Спасіння прийде» циклу Маркус Райт вчить Кайла Риза, як виготовити ремінь на руку для рушниці із мотузки, щоб не втратити рушницю під час сутички. Цю навичку Кайл демонструє після його прибуття у 1984 році у першому фільмі («Термінатор»).
Кайл Риз говорить фразу «Ходімо зі мною, якщо хочеш жити» двічі: у фільмі «Термінатор» і знову у «Термінатор: Спасіння прийде». Він також говорить трохи змінений варіант фрази у епізоді 23 «Рана, що зцілює» серіалу «Термінатор: Хроніки Сари Коннор». Іще раз він чує варіант цієї фрази від Джона Коннора у романі «T2: Війна майбутнього».

## Серія фільмів проТермінатора
Усвідомивши, що намагається зробити «Скайнет», Джон Коннор відправляє солдата у минуле — аби захистити матір і себе від машини. Хоча у фільмі «Термінатор» Риз каже Сарі, що він на завдання викликався добровільно. Після того, як Риз перемістився — комплекс із пристроєм було знищено: у 1984 році лишилися тільки Риз і Термінатор. «Це дорога в один кінець: ніхто не повернеться», каже Риз Сарі. Через невідомі Ризу причини, у часі можна переміститися лише живій плоті — без одягу і без зброї. Тому він «не впевнений, чи зможе зупинити машину» за допомогою зброї 90-х років XX-го століття. Як гадає сам Риз — такі особливості переміщення у часі (що лише живе тіло може переміщатися) пов'язані з полем, яке створює людське тіло. Риз не знає, як виглядатиме Термінатор у своєму маскуванні; тож сержант знаходить Сару Коннор і чекає нападу кіборга. Урятувавши дівчину, Риз пояснює свою поведінку і попереджає про насування загибелі людства, а також про те, що вона стане матір'ю майбутнього рятівника людей і лідера Руху опору.

Майкл Б'єн у ролі Кайла
«Термінатор» / «Т2: Судний день»

Кайл Риз виріс і змужнів у похмурому майбутньому, де машини майже знищили або переловили всіх людей. Тож він добре підготований і вишколений: як фізично, так і морально він загартований до безкомпромісної війни на повне винищення. Його тіло укрите шрамами, отриманими від численних сутичок із роботами «Скайнет», й опіками — унаслідок подорожі у часі. У дуже важливій видаленій сцені (епізод, коли він намагається зупинити Сару від походу на «Сайберда́йн Си́стемз» [Cyberdyne Systems] у парку) він бачить те, чого раніше ніколи не бачив: як виглядав світ до того, поки його не змінила війна у майбутньому. Він говорить Сарі, що «бачить сон наяву: дерева, струмки, квіти і Сару — і все це є прекрасним». Солдат заливається слізьми — настільки це все вразило його. Тоді Кайл і погоджується із Сарою, що вони повинні спробувати змінити майбутнє. Він промовляє ключову фразу: «Немає іншої долі — окрім тої, яку ми створимо собі самі».
Кайл Риз заочно закоханий у Сару Коннор — попри те, що ніколи не бачив її наживо. У нього була лише фотокартка, яку подарував Ризові Джон Коннор. Любов Риза базується на легендарному ореолі, що оточує Сару — і на цій маленькій світлині, яку він завжди носив із собою.
На початку першого фільму Сара дуже вороже ставиться до Кайла: вона помітила, що Риз слідкує за нею — і думала, що це той самий маніяк, що убив двох її тезок. Коли Риз рятує Сару — вона намагається утекти і навіть кусає його; проте Кайл зумів переконати дівчину у своїх щирих намірах. Сара починає довіряти юнакові, особливо після того, як Риз рятує її удруге із поліцейського відділку. Дівчина усвідомлює, що Кайл — це єдине, що стоїть між нею і Термінатором. Коли молоді люди переховувалися у готелі, Сара спонукає Риза відкрити свої почуття — і між ними стається близькість, унаслідок чого потім народиться Джон Коннор.
Необережна Сара дзвонить матері — проте спілкується із Термінатором, який уміє імітувати голоси. Так робот дізнається, де переховуються молоді люди — і кидається за ними у погоню. Тікаючи від кіборга, поранений Кайл і Сара забігають на завод, і тут відбувається останній бій Риза із Термінатором: Кайл гине (за фільмом), а Термінатора сильно пошкоджено. Сара спромоглася остаточно знищити машину гідравлічним пресом. Дівчину переносять на ношах — і вона спостерігає, як коронери пакують тіло Риза у мішок для трупів. За іронією долі, ці події відбулися саме на фабриці «Сайбердайн Системз», співробітники якої і знайшли рештки Термінатора.
Хоча Риз помер, не знаючи, що Сара завагітніла Джоном від нього — сила, мужність і відвага Кайла спонукають Сару змінитися самій, і навчити та підготувати згодом ще ненародженого сина до великого майбутнього. Це усе створює часовий парадокс петлі — так само, як і знайдені рештки Термінатора, дослідження яких призведе до появи «Скайнет». Часова петля передбачає замкнутий цикл подій, де розривається причинно-наслідковий зв'язок: коли наслідок породжує саму причину явищ і подій.
У другій картині циклу Кайл Риз з'явився у видінні Сари: підсвідомість дівчини, що перебувала під дією стресів і сильних заспокійливих медикаментів, передбачає майбутні події. Кайл говорить їй у маренні, що Джон у небезпеці, а термінатори повернуться. Сара усвідомлює, що загроза для неї та для її сина буде постійною. Тому напротязі фільму перед Коннорами і Термінатором-захисником постає нове завдання: знищити «Скайнет» — і тим самим відвернути як загрозу для Джона, так і для усього людства. У фільмі їм удається підірвати компанію «Сайбердайн», знищити комп'ютер із напрацюваннями нейропроцесора, розплавити деталі робота, які могли б допомогти розробникам створити штучний інтелект і новітні бойові системи і навіть випадково гине ключовий інженер (Майлз Беннетт Дайсон), що керував дослідженнями. Таким чином, як гадає Сара, — битву за майбутнє людства було виграно.

Антон Єльчин у ролі Кайла
«Термінатор: Спасіння прийде»

У третій частині фільму про Кайла Риза лише згадують побіжно Джон і Термінатор (Т-850), а сам Кайл не фігурує у фільмі. Однак, тут ми дізнаємся про те, що часову лінію не змінено цілком — а лише модифіковано: події, які мали статися у найближчому майбутньому, — лише відкладено, а не відвернуто. На епітафії мавзолейної камери Сари Коннор вказано частину вислову Кайла Риза: «Немає долі». Вона звучить у картині, як сарказм: що́ б не робили герої фільму, вони не можуть протистояти долі, яка їм і всьому людству судилася — Судний день настав, війна між роботами і машинами почалася.
Кайл Риз є одним із героїв четвертого фільму циклу «Термінатор». Тут Риз постає підлітком, який переховується у руїнах Лос-Анджелеса разом із маленькою мулаткою на прізвисько Зірка. Кайлові у картині 16 років, він рятує Маркуса Райта від нападу Т-600. Кайл і Зірка не є у списках бійців Руху опору, генерал Ешдаун (Головнокомандувач Руху опору) називає Риза «цивільним» — однак сам Кайл говорить, що вони є «Лос-анджелеським відділенням Руху опору», оскільки вони вижили у руїнах і спробували боротися з машинами. Кайл і Маркус слухають звернення Джона Коннора (на той час — лише одного із численних польових командирів); ці звернення надихають багатьох, у тому числі і Кайла, на боротьбу. Із Коннором Риз уперше зустрілися, коли він і Зірка потрапляють у полон до «Скайнет». Командування Руху опору збирається завдати ракетного удару по базі «Скайнет» — сподіваючись, що за допомогою спеціального сигналу (захопленого на початку фільму у підземній лабораторії «Скайнет») термінатори і оборонні системи комплексу на час нападу буде деактивовано. Джон Коннор, котрий дізнався від Маркуса Райта, що Кайл знаходиться у комплексі — усіляко перешкоджає штурму сил Руху опору. Сигнал виявився пасткою — Мисливець-Убивця знищує підводного човна, на якому було Командування силами Руху опору. Джон рятує Кайла Риза і багатьох цивільних — а потім підриває сам комплекс. Джон Коннор стає загальновизнаним і єдиноначальним лідером Руху опору. Це альтернативна часова лінія до початкової, розказаної у першому фільмі — і перша локальна, проте відчутна перемога Руху опору над «Скайнет».
Повернувшись до форпосту Руху опору після знищення «Скайнет Сентрал» (Лос-анджелеський сектор), Кайл разом із іншими наближеними до Джона людьми спостерігає за смертельно пораненим Джоном. Джон віддає Кайлові свій китель як нагоду за героїзм у бою (перш, ніж Маркус пропонує віддати своє серце Джонові на пересадку). Після поховання тіла Маркуса Кайл знаходить у кителі фото Сари Коннор.

## Термінатор: Хроніки Сари Коннор

Джонатан Джексон у ролі Кайла

Часова лінія серіалу — це альтернативна лінія відносно подій фільмів «Термінатор 3: Повстання машин» і «Термінатор: Спасіння прийде»; вона є часовим відгалуженням після подій фільму «Термінатор 2: Судний день».
Відповідно до загального сюжету серіалу, Кайл народився 2002 року, і мав старшого брата Дерека. Новий Судний день стався на Чистий четвер 21 квітня 2011 року. Про події, які сталися із Кайлом у минулому (1984 році) у серіалі згадують побіжно Джон і Сара: ці події у цілому збігаються з основною сюжетною лінією циклу «Термінатор». У серіалі лише уточнюють: після загибелі Риза, його було поховано на майданчику для загиблих солдат — а на надгробку було вирізьблено лише дату «1984».
2015-го року Кайла схопили роботи, і він був в'язнем трудового табору «Сенчері» (Century Work Camp) разом із Джоном Коннором і Ма́ртином Беде́ллом. Цей табір знаходився на території супермаркету у Сенчері-сіті (Century City Mall), посеред колишнього комерційного району Лос-Анджелесу. Відповідно до сюжету серіалу, вони втекли з табору 2021-го року — після чого Кайл прославився у Русі опору завдяки своїм лідерським якостям. Тоді ще у чині капрала, Кайл на своїх плечах виніс Мартина Бедела з поля бою до госпіталю, коли Мартина було важко поранено під час сутички із МУ-танком, якого у серіалі називали «О́гром».
У серіалі Джон Коннор посилає Риза з 2027-го, а не з 2029-го року (очевидно, це стається через зсув у часових лініях відносно їх початкового стану). Його брата Дерека також було послано у минуле, правда, у 2007-й рік із певними особливими дорученнями, зокрема з метою опікати підлітка Джона Коннора.
Привид Кайла Риза являється Сарі і у серіалі. В епізоді 23 «Рана, що зцілює» Риз приходить до Сари у видінні після того, як її знайшли поранену і переправили до лікарні. Кайл спонукає Сару утекти із лікарні (бо за дверима чатує поліцейський: у Сари вогнепальне поранення, а сама вона непритомна — тож поліція може з'ясувати особу Сари і негайно заарештувати її). На стоянці лікарні Сара викрадає доктора Феліцію Бернетт, бере її до номера у мотелі — де вона просить лікарку вийняти кулю. Сара неохоче розказує про себе — у неї знову галюцинація, у якій Кайл зауважує, що Феліція хоче допомогти Сарі, і що вона повинна розповісти лікарці правду, дозволити допомогти їй. Сара робить це, зазначивши — що втікає від свого жорстокого чоловіка (а не від термінатора). У Феліції схожа сімейна проблема — її кривдив чоловік, тому вона вирішує допомогти Сарі із жіночої солідарності. Операція небезпечна: куля знаходиться біля великої стегнової артерії — тож потрібні спеціальні інструменти: якщо зачепити артерію, то Сара майже напевно має померти протягом чотирьох хвилин від крововтрати. Знову з'являється Кайл і переконує Сару — що якби Феліція хотіла «здати» її поліції, то зробила б це, поки Сара була непритомною. Тому Сара погоджується залишити мотель і піти із лікаркою до моргу. Там Феліція збирає необхідні інструменти для операції і рятує Сару, ризикуючи своїм життям.

Скайлер Джизондо у ролі Кайла

У цій часовій лінії, що виникає після подій «Термінатор 2: Судний день», у майбутньому ми показано двох братів — Дерека і Кайла.
Коли Дерек у 2007-му році зрозумів, що Джон Коннор є його племінником — то він зробив Джонові особливий подарунок на день народження: Дерек відвів хлопця у парк, де гралися юні Дерек і Кайл, причому малому Кайлові тоді було десь років зо п'ять. Дерек розповідає Джонові, що вони з братом стали свідками запуску ядерних ракет, коли грали у бейсбол у їхньому дворі. Тоді Дерек не розгубився — і потяг свого молодшого брата у підвал. Отак вони пережили ядерний удар у відповідь. На час ядерного голокосту (новий Судний день мав статися через 3 роки після цієї розповіді) Кайл був восьмирічним підлітком, тож Дерек був його єдиним опікуном і захисником під час війни.
У 2027-му році брати — уже досвідчені бійці Руху опору, причому Кайл — капрал, а Дерек — лейтенант, із огляду на те, що Дерек на 5-8 років старший і почав служити раніше. Після того, як Кайл разом із Джоном утік із полону, Дерек став командиром Кайла у спецпідрозділі «Чотири вершники». Дерек продовжує опікати Кайла і в зрілому віці: Кайл постає романтичним юнаком, закоханим у фотографію — проте дуже розважливим і упевненим у собі. Дерек же — хитрий, мудрий, але добрий наставник — намагається напучувати і повчати Кайла, бо фактично замінив братові батька. Коли Кайл відправляється на завдання — Дерек вимагає у Джона Коннора звіту, де той подів Кайла (він гадає, що Кайл загинув через Коннора). Очевидно, Джон пояснив Дерекові, що його брат вирушив у подорож «в один кінець» у минуле, однак не розказує Дерекові, що той неодмінно загине. Дерек дуже любить Кайла — тож вирушає слідом за братом.
Після загибелі Дерека, його хоронять на тому ж майданчику для загиблих солдат, де поховано Кайла.
У альтернативній часовій лінії Джон Коннор вирушає у майбутнє разом із Кетрин Вівер. Тут він бачить нову реальність, у якій він ніколи не став могутнім військовим лідером, бо його у цій реальности «не існувало» більше 20-ти років. Тут він бачить живими Дерека, Кайла і Елісон Янґ — усіх, хто загинув через нього у основній часовій лінії.

## Згадки про Кайла у літературі
Про Кайла Риза згадано у кількох романах, більшості коміксів і кросоверів. Причому події, які стаються із Кайлом, у різних часових лініях, а також його родинні зв'язки, характер і зовнішність — відрізняються від одного твору до іншого, з огляду на різних авторів, що створювали цей образ у літературі. Зазначимо ці відмінності.

### Відхилення у сюжетних лініях

##### Часова лінія від «NOW Comics»
У Кайла є молодший брат Тим. Вони розділяються, коли Тимові було 6 років; у коміксах Тим — 14-літній хлопчак, який пов'язаний із осередком сил Руху опору. До кінця сюжету брати не побачаться: коли Тим знаходить Джона Коннора — Кайл уже вирушив у минуле рятувати Сару.

##### Часова лінія трилогії «Термінатор 2»

Знамените фото на «Polaroid»
серіал «Термінатор: Хроніки Сари Коннор»

У трилогії романів С. М. Стирлінґа ми дізнаємося, що Кайла і Мері Ши (його матір), було захоплено у полон патрулем А-36 «луддитів» (людей на службі у «Скайнет») під командою Сема Маршала (AS-783490). Кайла із матір'ю було відправлено у трудовий табір «Сенчері» (Лос-Анджелес) для роботи як рабів. Денніс Риз (батько Кайла) і Джон Коннор організували напад на табір; під час бою батьки Кайла загинули. Джон Коннор, вийшовши з диму, сказав Кайлові коронну фразу: «Ходімо зі мною, якщо хочеш жити».

##### Часова лінія від «Dynamite Entertainment»
Видавництво коміксів «Да́йнемайт Інтерте́йнмент» («Dynamite Entertainment») видало 2 книги коміксів: «Термінатор: Інфініті» і «Термінатор: Революція». У них розповідається про події після фільму «Термінатор 3: Повстання машин» і Судний день у них почався 2009-го року. Тут Джон зустрічає «Дядька Боба» (Термінатора Т-850), якого сам Джон-із-майбутнього прислав у минуле, аби той допоміг Джонові-молодшому стати належним військовим лідером — оскільки його мати Сара померла від лейкемії. Кайл у цій історії є сиротою, який мало розмовляє. Він бачить, як Джон зашиває рани «Дядькові Бобові». Пізніше його «усиновили» Джон і Тара Голден. Кайл намагався боротися проти машин, але йому забороняє Тара «через причину, про яку не можна говорити». У випуску № 1 Кайл випадково переміщається до 1996 року під час сутички із новітнім термінатором серії «Лютововк». У випуску № 4 він допомагає Джонові-старшому, Сарі і молодому Джонові знищити цього термінатора. Пізніше вони із Джоном подорожують у 2015 рік за допомогою пристрою переміщення у часі, вмонтованому у термінатора Т-Інфініті (якого Джон перед цим знищує з базуки). Після війни, у 2032-му році, Кайл має свою власну сім'ю.

##### Часова лінія від «Dark Horse Comics»
У коміксі «Термінатор: 2029» від видавництва «Дарк Горс комікс» («Dark Horse Comics») 2010 року розповідається, що у бою з Термінатором (T-800 CSM 101) Кайл Риз якось вижив, але залишався бранцем до 2029-го року. Ув'язнили Кайла не термінатори — а американські урядовці, бо він міг дуже багато розповісти про майбутнє. Однак, згодом усіх урядовців було заміщено роботами — таким чином Кайл опинився під владою «Скайнет». Кайл якимось чином зв'язується зі своїм давнім другом Беном. Кайл переконав Бена переміститися у минуле, щоб урятувати Кайла-з-минулого із в'язниці. Бен зв'язується із Сарою — і разом вони звільняють Кайла. На жаль, одразу після цього Кайл гине у бою із іншим Термінатором, який мав намір убити Сару.

### Список коміксів, де згадано Кайла Риза
- Видавництво «NOW Comix» (цикл «Термінатор»)
  1. Термінатор: Уся моя майбутня минувшина (1984) — лише згадка
- Видавництво «Dark Horse Comics» (цикл «Термінатор»)
  1. Термінатор: Один постріл (1991) — лише згадується
  2. Термінатор: серія «1984 / 2029»
    - Термінатор: 1984 (2010)
    - Термінатор: 2029 (2010)
- Видавництво «Malibu Comics» (цикл «Термінатор 2»)
  1. Термінатор 2: Судний день — Кібернетичний світанок (1995) — лише спогад
  2. Термінатор 2: Судний день — Ядерні Сутінки (1996)
- Видавництво «Dynamite Entertainment» (цикл «Т2: Саґа»)
  1. Термінатор: Інфініті (2007)
  2. Термінатор: Революція (2008)

### Кросовери
- Пейнкіллер Джейн проти Термінатора (2007) — лише згадка

### Романи
- T2: Трилогія (С. М. Стирлінґа)
  1. Т2: Інфільтратор (2001)
  2. Т2: Починається шторм (2003)
  3. T2: Війна майбутнього (2004)
- Нові хроніки Джона Коннора (Рассел Блекфорд)
  1. Термінатор 2: Нові хроніки Джона Коннора: Темні майбуття (2002)
  2. Термінатор 2: Нові хроніки Джона Коннора: Зла година (2003)
  3. Термінатор 2: Нові хроніки Джона Коннора: Смутні часи (2003)
- Термінатор 2: Час вовка (Марк Тайдерманн, 2004)
- Термінатор: Спасіння прийде (офіційний цикл романів)
  1. Термінатор: Спасіння прийде (Алан Дин Фостер, 2009) — новелізація фільму
  2. Термінатор: Спасіння прийде: Із попелу (Тимоті Зан, 2009)